# Heikki Ylipulli
Heikki Tapani Ylipulli (* 9. Juni 1961 in Rovaniemi) ist ein ehemaliger finnischer Skispringer. Er ist der älteste der Ylipulli Brüder (Jukka Ylipulli, Tuomo Ylipulli und Raimo Ylipulli).

## Werdegang
Ylipulli sprang zwischen 1986 und 1988 im Skisprung-Weltcup. Sein erstes Weltcup-Springen bestritt er am 15. und 16. März 1986 zum Skifliegen in Vikersund und erreichte auch gleich 2 Weltcuppunkte in seiner ersten Saison. In 1987 in Planica sprang Heikki  mit dem 9. und dem 7. Platz zwei Mal unter den besten zehn. Mit den damit erreichten 36 Weltcup-Punkten belegte er am Ende der Saison 1986/87 den 19. Platz in der Weltcup-Gesamtwertung. In der folgenden Saison bestritt er insgesamt drei Springen. In Lahti erreichte er dabei mit dem 2. Platz  das beste Einzelresultat seiner Karriere. Seinen letzten Weltcup sprang Ylipulli am 27. März 1988 in Planica.